# Ramón Cáceres

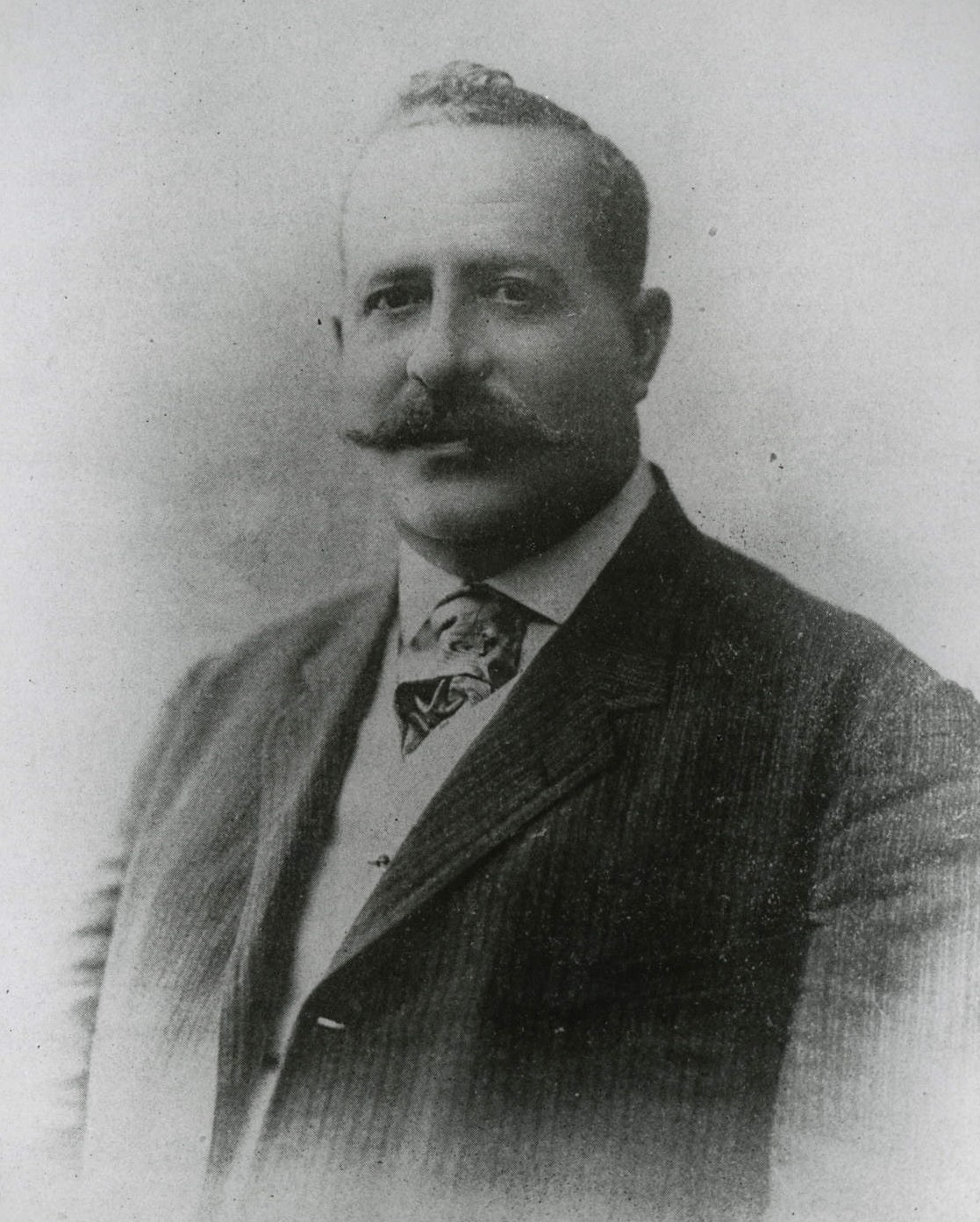
Ramón Cáceres

Ramón Cáceres Vásquez (* 15. Dezember 1866 in Moca; † 19. November 1911 in Santo Domingo) war ein dominikanischer Politiker und Präsident der Dominikanischen Republik.

## Biografie
Bereits früh musste er in die Rinderzuchtfarm seines Vaters Manuel Altagracia Cáceres eintreten, da dieser als politischer Gegner auf Veranlassung von Ulises Heureaux 1878 ermordet wurde. Später begann er sich neben seinem Cousin Horacio Vásquez an politischen Aktivitäten gegen Diktator Lilís Heureaux zu beteiligen, den er schließlich am 26. Juli 1899 zusammen mit Jacobo de Lara eigenhändig erschoss. Während der Präsidentschaft von Juan Isidro Jiménez war er Gouverneur der Provinz Santiago, ehe er am 31. Mai 1904 zum Vizepräsidenten in der Regierung von Präsident Carlos Felipe Morales gewählt wurde. Als Präsident Morales sich zunehmend an die USA annäherte, setzte sich Cáceres neben General Desiderio Arias an die Spitze einer Protestbewegung, die schließlich am 29. Dezember 1905 zur Erklärung der Absetzung von Morales führte.
Vierzehn Tage später übernahm er dann am 12. Januar 1906 als dessen Nachfolger das Amt des Präsidenten der Dominikanischen Republik. Während seiner Regierung sah er sich zunächst bewaffneten Aufständen ausgesetzt, die neben General Arias von Demetrio Rodríguez angeführt wurden, die ihm hauptsächlich die Vertretung der Interessen seines Cousins und ehemaligen Präsidenten Vásquez vorwarfen. Tatsächlich kam es zu finanziellen Vereinbarungen mit den USA, die er zuvor massiv kritisiert hatte. Nach Verhandlungen wurde am 3. Mai 1907 der Dominikanisch-Amerikanische Vertrag geschlossen, der zur Auszahlung eines 20-Millionen-US-Dollar-Kredits zur Begleichung der Staatsschulden führte. Im Gegenzug wurde den USA die Kontrolle über die dominikanischen Zolleinnahmen eingeräumt wie auch die Kontrolle und Regulierung der Finanzpolitik. Daneben setzte Cáceres während seiner Präsidentschaft die Abschaffung des Amtes des Vizepräsidenten durch sowie die Erweiterung der Amtszeit des Präsidenten von bisher vier auf sechs Jahre. Des Weiteren kam es zur Verabschiedung des Gesetzes über die Eisenbahnen, eine Reorganisation der Armee sowie eine Änderung der Verfassung. Die von ihm veranlasste Vernichtung des Viehbestandes sowie die Entvölkerung mancher Regionen führte zu gegen ihn gerichtete Guerrillahandlungen, so dass er zur Aufrechterhaltung des inneren Friedens und der öffentlichen Ordnung zunehmend brutalere Methoden einsetzte.
Aus den Wahlen vom 30. Mai 1908 ging er als einziger Kandidat als Sieger hervor und leistete am 1. Juli 1908 seinen Amtseid. Seine zweite Amtsperiode war geprägt vom Bau der Eisenbahnstrecke von Moca über Santiago de los Caballeros nach Puerto Plata, den Bau von Telegraphenverbindungen sowie von Straßen und Haltestationen, aber auch von Schulen. Schließlich erreichte er die Wiederherstellung der administrativen Kontrolle über den Hafen von San Pedro de Macorís. Bei der Durchführung der Infrastrukturmaßnahmen erhielt er dabei im Wesentlichen Unterstützung durch die USA. Als sich 1911 die Regierung von Cáceres zunehmenden Protesten von Untergrundorganisationen ausgesetzt sah, die noch dazu Unterstützung auf Seiten der Bauern fand, versuchte er diese Widerstände durch die Einbringung von Gesetzen zur steuerlichen Freistellung von landwirtschaftlichen Produkten (Franquicias Agrícolas) sowie zur politischen Beteiligung von bäuerlichen Gemeindemitgliedern zu beenden. Trotz dieser Anstrengungen kam es jedoch zu weiteren Protesten der mittlerweile wiederum geeinten Anhänger von Horacio Vásquez (Horacista) und des früheren Präsidenten Juan Isidro Jiménez (Jiminista), die ihren Höhepunkt in der Erschießung von Cáceres am 19. November 1911 in einem Stall in Santo Domingo fanden. Kurze Zeit später verstarb er aufgrund seiner Schussverletzungen in der US-amerikanischen Gesandtschaft.